# Lucky Them – Auf der Suche nach Matthew Smith
Lucky Them – Auf der Suche nach Matthew Smith ist eine US-amerikanische Romantik-Komödie von 2013.

## Handlung
Die Musikkritikerin Ellie Klug bekommt den Auftrag, ihren Jugendfreund und mittlerweile verschollene Musik-Legende Matthew Smith aufzuspüren und eine Reportage für das Magazin Stax zu schreiben. Zunächst verliert sie ihren Geldumschlag und wird dann von einem Betrüger hereingelegt. Der reiche Hobbyfilmer Charlie bietet seine Unterstützung an, sofern er das Vorhaben zu einem Dokumentarfilm verarbeiten darf. Zur gleichen Zeit beginnt sie eine Affäre mit dem Musiker Lucas Stone. Sie dringt in Matthew Smiths Elternhaus ein und bemerkt dort einen Stapel Stax-Magazine. Anhand der Kundendaten des Magazins kann sie seine neue Abo-Adresse herausfinden. Vor Ort jedoch wird die Anwesenheit des Musikers verneint. Nach längerem Warten entdeckt Ellie Matthew am Zaun stehen. Als sie sich wiedersehen, bricht Ellie in Tränen aus und verabschiedet sich nach einem kurzen Gespräch von Matthew und seiner Frau. Sie schreibt ihre Reportage, verheimlicht 
aber seine nun bürgerliche Existenz. Schließlich trifft sie sich abends mit Charlie.

## Hintergrund
Im englischsprachigen Original spricht Oscarpreisträgerin Joanne Woodward die Rolle der Doris, was ihre letzte Arbeit im Filmgeschäft darstellte.

## Kritik
Filmdienst schreibt: „Dramatische Komödie, deren Suche sich wenig überraschend zur Selbstfindung ausweitet. Dank guter Einfälle und hervorragender Darsteller bietet der Film dennoch passable Unterhaltung.“